# Hélène Geoffroy
Pour les articles homonymes, voir Geoffroy.
Hélène Geoffroy, née le 4 mars 1970 à Creil, est une militante socialiste, femme politique et physicienne française.
Ancienne ministre, elle est maire de Vaulx-en-Velin et vice-présidente de la métropole de Lyon.

## Biographie

### Jeunesse et formation
Née à Creil, dans l'Oise de parents fonctionnaires, Hélène Geoffroy passe son enfance en Guadeloupe.
En 1987, elle obtient son baccalauréat au lycée Baimbridge de Pointe-à-Pitre. Elle décroche une maîtrise en mécanique à l'université Paris VI, puis un doctorat en mécanique à l'École polytechnique en 1996. Sa thèse s’intitule « Étude de l'interaction roche/outil de forage : influence de l'usure sur les paramètres de coupe ».

### Chercheuse
Après sa thèse, elle fait son post doctorat au Laboratoire de mécanique des solides de l'École polytechnique.
La même année, elle effectue un court séjour au « Department of Civil Engineering » de l'université du Minnesota à l'invitation du professeur Detournay, dans le but de généraliser les hypothèses émises pendant sa thèse sur la modélisation du frottement méplat d'usure-roche.
En 1997, elle devient chargée de recherche au laboratoire de GéoMatériaux de l'École nationale des travaux publics de l'État à Vaulx-en-Velin. En contrat avec EDF, elle étudie le comportement du sable en moyennes et petites déformations. Elle effectue deux voyages à l'université de Tokyo en 1998 et en 2000 auprès du professeur Tatsuoka.

### Carrière politique

#### Élue locale
Élue conseillère municipale socialiste de Vaulx-en-Velin en 2001, elle est nommée adjointe au maire, déléguée à l'emploi, l'insertion, la formation professionnelle et la condition féminine.
Elle crée un collectif des droits des femmes, qui organise depuis 2003 à Vaulx-en-Velin les journées des droits des femmes autour du 8 mars.
En 2004, après désignation par les militants socialistes, elle est élue conseillère générale du Rhône dans le canton de Vaulx-en-Velin au second tour face au Front national avec 71 % des voix. À trente-quatre ans, elle devient la benjamine du conseil général. Sur les vingt-sept élections de renouvellement, elle est l’une des trois femmes à être élue dans l’instance.
En 2008, elle est tête de liste aux élections municipales à Vaulx-en-Velin sur une liste PS-PRG-MRC-DVG. En obtenant 23,94 % des voix, elle est battue au premier tour par le maire sortant Maurice Charrier, qui est réélu avec 50,56 % des voix. Conseillère municipale, elle siège dans l’opposition.
En 2011, elle conserve son canton en binôme avec Stéphane Gomez face au candidat du Front national.
Le 23 avril 2014, elle est élue 10e vice-présidente de la communauté urbaine de Lyon chargée de l’énergie, sous la présidence de Gérard Collomb.

#### Maire
En mars 2014, elle s'associe au second tour à une liste citoyenne (APVV : Agir pour Vaulx-en-Velin), déclarée sans étiquette ; la liste PS qu'elle conduit remporte le second tour des élections municipales de Vaulx-en-Velin avec 41,66 % des voix. Le 5 avril, elle devient la première socialiste à occuper le poste de maire de Vaulx-en-Velin.
En février 2016, elle entre au gouvernement et devient secrétaire d’État à la Ville dans le gouvernement Valls II ; elle cède sa place de maire à son premier adjoint, Pierre Dussurgey. Elle est de nouveau élue à la tête de la commune le 4 juillet 2017.
En 2020, elle lance sa campagne pour un deuxième mandat à la tête de Vaulx-en-Velin avec une liste d'union « Ensemble avec Hélène Geoffroy, pour réussir Vaulx-en-Velin ». En tête au premier tour avec 40,3 % des voix, elle remporte la mairie au second tour avec 44,3% des votes. Elle est investie par le PS et soutenue par le PRG.
Dès 2015, elle fait le choix d'armer la police municipale tout en multipliant par 7 les effectifs de celle-ci. Elle multiplie également par 4 le nombre de caméras de surveillance sur le territoire municipal et demande à l'État de respecter ses engagements en augmentant la présence de la police nationale dans le commissariat de la ville. En parallèle, elle développe des mesures de prévention en collaboration avec des associations pour répondre aux problèmes des rodéos urbains avec le programme "A Vaulx Crosse", désormais ouvert aux communes limitrophes, permettant ainsi à 500 jeunes de participer « à des stages qui sont à la fois un dispositif de prévention, une sensibilisation à la sécurité routière et une démarche d’insertion ».

#### Conseillère métropolitaine et vice-présidente de la métropole de Lyon
En juillet 2017, elle est de nouveau élue vice-présidente de la métropole de Lyon en charge de l’action foncière, sous la présidence de David Kimelfeld.
En 2020, soutenue par David Kimelfeld et Bruno Bernard, elle remporte l’élection métropolitaines dans la circonscription Rhône Amont contre une liste d’union « LR-LRE » ; elle devient 6e vice-présidente de la métropole de Lyon en charge de l’égalité des territoires, avec pour principales missions l'organisation, la cohésion et l’égalité territoriale ainsi que des synergies métropolitaines. Parallèlement, elle est membre de la commission des finances, des institutions, des ressources et de l’organisation territoriale.

#### Députée
Elle devient la première femme députée de la 7e circonscription du Rhône, élue lors des législatives de 2012 avec 60% des voix au second tour face au candidat UMP Yann Compan.
Elle vote contre le projet de loi qui prévoit la déchéance de nationalité en 2016.
Elle est co-rapporteure de la loi santé de Marisol Touraine : « Loi de modernisation de notre système de santé ». Elle porte notamment dans la loi le premier droit à l’oubli pour les anciens malades de pathologies graves et notamment de cancer. Elle porte également dans cette loi, pour la première fois, la possibilité d’action de groupe en santé (« class action ») et l’ouverture de l’accès aux données de santé (« open data » en santé).

#### Secrétaire d'État
Le 11 février 2016, elle est nommée secrétaire d’État auprès du ministère de la Ville, de la Jeunesse et des Sports, chargée de la Ville[16].
Considérant les conseils citoyens comme des révolutions démocratiques, elle participe à leur démocratisation. Elle effectue un tour de France pour rencontrer les acteurs afin d'améliorer le dispositif.

### Parti socialiste
Sympathisante depuis 1995, elle adhère au Parti socialiste le 1er janvier 1997.

#### Fonctions locales
De décembre 2005 à décembre 2008, elle occupe la fonction de secrétaire fédérale déléguée à la solidarité urbaine. En 2008, elle devient secrétaire de la section de Vaulx-en-Velin ainsi que présidente du conseil fédéral du Parti socialiste du Rhône.

#### Fonctions nationales
D’avril 2006 à décembre 2008, elle est membre du bureau national de la FNESER.
En décembre 2008, elle devient membre du conseil national du Parti socialiste avec la majorité TO E[pas clair] « L'espoir à gauche, fier(e)s d'être socialistes », qui a pour premier signataire Gérard Collomb.
De 2012 à 2014, elle occupe le poste de secrétaire nationale du Parti socialiste, déléguée à la lutte contre l'exclusion, sous le mandat Harlem Désir.
En janvier 2017, après avoir souhaité une candidature de François Hollande pour un second mandat. Elle annonce qu’elle soutient Manuel Valls dans la primaire de la gauche pour l’élection présidentielle.
À la suite de la victoire de Benoît Hamon, elle organise le 12 avril 2017 la visite du candidat socialiste à Vaulx-en-Velin.
À la suite du congrès de Marseille, elle décide de ne pas rentrer dans la direction nationale du parti car en désaccord avec la stratégie. Cependant, l’accord national qui est trouvé fait d’elle la président du conseil national du Parti socialiste.
Elle devient présidente de la Fédération Nationale des Élus Socialistes et Républicains en juin 2022 et « remplace Carole Delga qui assurait la présidence par intérim depuis 2022 ». Est nommé avec elle comme président délégué Benoit Arrivé, Maire de Cherbourg-en-Cotentin.

#### Debout les socialistes:79econgrèsdu Parti socialiste
Le 16 septembre 2021, elle propose sa candidature pour le poste de première secrétaire et obtient à l’issue du vote des militants 26,52 % des suffrages contre 73,49 % pour Olivier Faure.

#### Candidature d’Anne Hidalgo à la présidentielle
Hélène Geoffroy demande à la direction nationale d’organiser un débat entre les candidats ainsi qu’un vote pour déterminer qui entre Stéphane Le Foll et Anne Hidalgo devrait représenter les socialistes à la présidentielle de 2022. Elle soutient dès sa nomination, Anne Hidalgo pendant sa campagne.
Alors que les relations entre la candidate et Olivier Faure se dégradent, elle est nommée dans le comité de campagne et devient porte-parole. Le 15 janvier, elle organise la visite d’Anne Hidalgo à Vaulx-en-Velin.

#### Élections législatives de 2022
Après l’échec de la présidentielle de 2022 pour le Parti socialiste, elle considère que l’accord  de la NUPES porté par le premier secrétaire du PS est une « reddition » pour le Parti socialiste. Elle s’y oppose et demande une consultation des militants lors du conseil national du 6 mai 2022.
En étroite collaboration avec Carole Delga, Stéphane le Foll, Bernard Cazeneuve, François Hollande et Jean-Christophe Cambadélis, elle soutient les candidats de gauche hors accords afin de proposer une alternative avec le soutien du Parti radical de gauche.

#### Refonder - Rassembler - Gouverner:80econgrès du Parti socialiste
Le 4 novembre 2022, Hélène Geoffroy dépose « Refonder - Rassembler - Gouverner », une contribution générale pour le 80e congrès du Parti socialiste. Soutenue par les proches de François Hollande, elle affirme qu'« Olivier Faure porte la responsabilité de nos 1,74 % [à la présidentielle] » et promet de quitter la Nupes si elle est élue.
Le texte de la motion dirigée par Hélène Geoffroy obtient 20,34 % des voix des adhérents du Parti socialiste, arrivant derrière la motion d'Olivier Faure et celle de Nicolas Mayer-Rossignol.
Elle ne souhaite pas rentrer dans la direction du Parti socialiste car elle est en désaccord avec la ligne politique. Un accord est trouvé entre Olivier Faure, Nicolas Mayer-Rossignol et Hélène Geoffroy afin qu'elle devienne présidente du Conseil national du Parti socialiste.

### Domaine associatif
Elle est nommée co-vice-présidente du Conseil national des villes le 20 février 2019 par le Premier ministre de l’époque Édouard Philippe.

### Vie privée
Mariée à Joël Mathurin depuis 1994, elle est mère de deux filles.

## Synthèse des résultats électoraux

### Élections législatives
| Année | Parti | Parti | Circonscription | 1er tour | 1er tour | 1er tour | 2d tour | 2d tour | 2d tour | Issue |
| Année | Parti | Parti | Circonscription | Voix     | %        | Rang     | Voix    | %       | Rang    | Issue |
| ----- | ----- | ----- | --------------- | -------- | -------- | -------- | ------- | ------- | ------- | ----- |
| 2012  |       | PS    | 7e du Rhône     | 12 713   | 40,42    | 1re      | 17 303  | 60,07   | 1re     | Élue  |

### Élections municipales
Les résultats ci-dessous concernent uniquement les élections où il est tête de liste.
| Année | Liste     | Liste | Commune        | 1er tour | 1er tour | 1er tour | 2d tour | 2d tour | 2d tour | Sièges obtenus |
| Année | Liste     | Liste | Commune        | Voix     | %        | Rang     | Voix    | %       | Rang    | Sièges obtenus |
| ----- | --------- | ----- | -------------- | -------- | -------- | -------- | ------- | ------- | ------- | -------------- |
| 2014  |           | PS    | Vaulx-en-Velin | 4 585    | 34,92    | 1re      | 6 494   | 47,17   | 1re     | 31 / 43        |
| 2020  | PS - LREM | 2 401 | Vaulx-en-Velin | 40,36    | 1re      | 2 454    | 44,30   | 1re     | 32 / 43 |                |

### Élections métropolitaines
Les résultats ci-dessous concernent uniquement les élections où il est tête de liste.
| Année | Liste | Liste  | Circonscription | 1er tour | 1er tour | 1er tour | 2d tour | 2d tour | 2d tour | Sièges obtenus |
| Année | Liste | Liste  | Circonscription | Voix     | %        | Rang     | Voix    | %       | Rang    | Sièges obtenus |
| ----- | ----- | ------ | --------------- | -------- | -------- | -------- | ------- | ------- | ------- | -------------- |
| 2020  |       | PS-PRG | Rhône amont     | 3 455    | 17,65    | 2e       | 7 715   | 48,72   | 1re     | 5 / 11         |

### Élections cantonales
| Année | Parti | Parti | Canton         | 1er tour | 1er tour | 1er tour | 2d tour | 2d tour | 2d tour | Issue |
| Année | Parti | Parti | Canton         | Voix     | %        | Rang     | Voix    | %       | Rang    | Issue |
| ----- | ----- | ----- | -------------- | -------- | -------- | -------- | ------- | ------- | ------- | ----- |
| 2004  |       | PS    | Vaulx-en-Velin | 2 252    | 29,43    | 1re      | 5 637   | 71,14   | 1re     | Élue  |

## Décoration
- Chevalier de la Légion d'honneur (2022)[39]